# Чо Чанґ
Чо Чанґ (англ. Cho Chang) — персонаж серії книжок Джоан Роулінг про Гаррі Поттера.

## Опис
Чо Чанґ — студентка Гоґвортсу гуртожитку Рейвенклов, на рік старша за Гаррі Поттера. Тож рік її народження радше за все 1979. Вона була ловцем команди Рейвенклову з квідичу. Також вона перше кохання Гаррі, її описують як «дуже вродливу» з довгим темним волоссям, і її часто супроводжує компанія дівчат, що гигочуть. У «Гаррі Поттер і келих вогню» закоханість Гаррі в Чо посилюється, і він набирається сміливості, щоб запросити її на Різдвяний бал, одну з обов'язкових подій Турніру трьох чарівників, але Чо просить вибачення і відповідає, що раніше прийняла пропозицію Седрика Діґорі. З усім тим, Чо залишається доброю до Гаррі, на його радість, і відмовляється носити значок Драко Мелфоя «Поттер смердить». Вони з Седриком підтримують стосунки доти, доки його не вбиває Пітер Петіґру за наказом Волдеморта.
Чо — одна з перших учениць, яка повірила в заяву Гаррі про повернення Волдеморта в «Гаррі Поттер і Орден Фенікса», і коли Герміона запрошує її вступити в Дамблдорову Армію вона погоджується, бо сповнена рішучості боротися з Волдемортом і помститися за вбивство Седріка. Чо ініціює поцілунок під омелою з Гаррі після останнього екзамену СОВ(Стандартні оцінки взірцевих учнів) перед різдвяними канікулами; це був перший поцілунок Гаррі. На превелику радість Рона, Гаррі описує поцілунок як «мокрий», але потім пояснює, що Чо плакала. Гаррі та Чо йдуть на побачення на День святого Валентина, але її тривала скорбота через смерть Седрика, ревнощі через дружбу Гаррі з Герміоною та брак знань про дівчат у Гаррі — все це призводить до того, що побачення було невдалим. Їхні стосунки закінчуються, коли її краща подруга Марієтта Еджкомб розказує про місце збору «Дамблорової армії» Долорес Амбридж. Чо виправдовує вчинок подруги, кажучи, що Марієтта просто помилилася. Після останнього матчу з квідичу Чо починає зустрічатися з Майклом Корнером.
Вкінці історії в Гаррі Поттер і смертельні реліквії Чо демонструє свою відданість Гоґвортсу, коли повертається, щоб приєднатися до інших членів Д. А., які переховувалися в Кімнаті замовлянь перед початком битви за Гоґвортс. Було показано, що Гаррі і Чо, об'єднані спільною справою, лишилися в дружніх приязних стосунках. Вона розказує Гаррі, де можливо шукати діадему Рейвенкло (один з горокраксів Волдеморта). Роулінг сказала під час автограф-сесії у жовтні 2007 року, що Чо виходить заміж за маґла.
Чо, яку у британських ЗМІ описують як британського азійського персонажа, зіграла шотландська акторка Кеті Люн у серії фільмів, починаючи з дебюту персонажа у фільмі «Гаррі Поттер і келих вогню». У фільмі «Орден Фенікса» вона відіграє більшу роль і має більший вплив на життя Гаррі. У фільмі вона, а не її подруга, яка відсутня у фільмі взагалі, викриває Армію Дамблдора перед Амбридж, перебуваючи під впливом зілля правди «Верітасеруму». Роулінг критикували за увічнення стереотипів про Східну Азію через ім'я Чо та поверхневу характеристику персонажа. Інші заперечують, що Чо Чанґ є правдоподібною латинізацією низки китайських імен (наприклад, 張秋, ім'я, яке використовується для персонажа в китайських перекладах книг).